# Княжики (Житомирская область)
Кня́жики (укр. Княжики) — село на Украине, основано в 1736 году, находится в Ружинском районе Житомирской области.
Код КОАТУУ — 1825284001. Население по переписи 2001 года составляет 377 человек. Почтовый индекс — 13644. Телефонный код — 4138. Занимает площадь 1,786 км².

## Адрес местного совета
13644, Житомирская область, Ружинский р-н, с. Княжики, ул. ,